# کریستین پارلاتی
کریستین پارلاتی (ایتالیایی: Christian Parlati؛ زادهٔ ۲۳ ژانویهٔ ۱۹۹۸) جودوکار اهل ایتالیا است.